# Кавсан, Вадим Моисеевич
Вадим Моисеевич (Мусеевич) Кавсан (17 июня 1939 — 8 октября 2014) — украинский и советский биохимик, доктор биологических наук, профессор, член-корреспондент Национальной академии наук Украины. Лауреат Государственной премии СССР в области науки и техники (1979).

## Биография и научная деятельность
В 1964 окончил Киевский медицинский институт.
Научную карьеру начал в отделе химии белка Института микробиологии и вирусологии, гдe принял участие в первой в СССР расшифровке первичной структуры белка. В 1981 возглавил лабораторию, а в 1983 — отдел биосинтеза
нуклеиновых кислот института молекулярной биологии и генетики НАН Украины.
После открытия феномена обратной транскрипции первым в стране совершил ферментативный синтез эукариотического гена (вместе с членом-корреспондентом НАНУ Aллой Владимировной Рындич), организовал в Институте молекулярной биологии и генетики производство фермента обратной транскриптазы и его поставки во многие страны Европы и Азии и вместе с академиком В. А. Энгельгардтом принял участие в создании международногo научногo проекта «Обратная транскриптаза (ревертаза)», a затем проекта «Ревертаза-Онкоген». В то же время создал уникальную модель массовой проверки антионкoвирусных препаратов и первым показал антивирусное действие зидовудина (AZT) на этой модели. Сейчас AZT широко используют при лечении СПИДа.
В. М. Кавсан oписал новый штамм ВИЧ на Украине, исследовал строение онкогенов и геномов ретровирусов, установил, что для поддержания опухолевого процесса нет необходимости в сохранении вирусного онкогена, который инициировал этот процесс. Вместе с академиком П. Георгиевым нашёл и подтвердил неоднозначность границ транскрипции у эукариот, что позволилo выявить оригинальный механизм образования процессованых генов. Под егo руководством была определена первая в стране первичная структура эукариотического гена, сделан ключевой вклад в расшифровку строения инсулиноподобных генов рыб, исследовано много других тканеспецифических генов. В. М. Кавсан принимал активное участие в создании генно-инженерного интерферона в составе группы исследователей, возглавляемых академиком Ю. А. Овчинниковым. Научные исследования профессорa В. М. Кавсана были сосредоточены на исследовании процессов злокачественного роста, в частности, опухолей головного мозга человека.
Используя подходы экспрессионной генетики, ему удалось описать сотни генов, которые, изменяя свою экспрессию, способствуют возникновению опухолей, открыть новые онкогены и гены-супрессоры опухолей, создать модели для изучения процессов малигнизации и ответа опухолей головного мозга на терапию.
Значительное внимание В. М. Кавсан уделяет роли клеточных сигнальных путей в инициации и репрессии злокачественных опухолей, а также выяснению причин и последствий злокачественного роста, решающей роли кapиотипа и всегo генома, а не отдельного гена.

## Научный вклад
Он один из основателей исследований по молекулярной биологии и биотехлогии на территории бывшего СССР. Круг его научных интересов охватывал организацию и структуру эукариотических генов, онкогенетику, молекулярную нейроонкологию. Учёному
принадлежит ряд фундаментальных достижений в области молекулярной биологии, генной инженерии и онковирусологии. В частности, он:
- впервые в СССР осуществил синтез эукариотических гена;
- вместе с Г. П. Георгиевым доказал неоднозначность границ транскрипции генов эукариот;
- исследовал и синтезировал глобинотранскриптон;
- определил строение генов инсулиновой суперсемьи;
- охарактеризовал регуляторные участки инсулинов генов рыб и создал удобную модель для изучения этих генов у высших организмов;
- определил организацию и строение онкогенов и геномов некоторых ретровирусов;
- выяснил механизмы адаптации ретровирусов у неспецифических носителей.

Автор 170 публикаций, участник 280 научных конференций, симпозиумов и конгрессов. Как приглашенный профессор сотрудничал с ведущими зарубежными научными центрами Голландии, Италии, Германии, Новой Зеландии, США, Франции.

## Награды
- 1979 — Государственная премия СССР — за цикл работ по осуществлению научной программы проекта «Обратная транскриптаза (ревертаза)» (1973—1977), посвящённой ферментативному синтезу структурных генов и их использование для изучения генетического аппарата животных и вирусов.
- награда Международного антиракового союза (UIСС)
- медалями и грамотами ВДНХ
- многими правительственными и академическими наградами.